# Jaromkawiczy
Jaromkawiczy (biał. Яромкавічы; ros. Ерёмковичи, Jeriomkowiczi, pol. hist. Jeremkowicze) – wieś na Białorusi, w obwodzie witebskim, w rejonie orszańskim, w sielsowiecie Wuscie.

## Historia
W XIX i w początkach XX w. położone były w Rosji, w guberni mohylewskiej, w powiecie orszańskim, w gminie Barań. Następnie w granicach Związku Sowieckiego. Od 1991 w niepodległej Białorusi.